# محمد معين الدين الأول
محمد معين الدين الأول سلطان حكم  المالديف في الفترة الواقعة بين عام 1798 وعام 1835 ميلاديًا، استمر حكم السلطان محمد معين الدين الأول لمدة 37 سنة وشهر و4 أيام.
| سبقه حسان نور الدين الأول | سلاطين المالديف 1798–1835 | تبعه محمد عماد الدين الرابع |